# Тобойн Тауншип (округ Перрі, Пенсільванія)
Тобойн Тауншип (англ. Toboyne Township) — селище (англ. township) в США, в окрузі Перрі штату Пенсільванія. Населення — 469 осіб (2020).

## Демографія
Згідно з переписом 2010 року, у селищі мешкали 443 особи в 184 домогосподарствах у складі 124 родин. Було 525 помешкань
Расовий склад населення:
| - 98,2 % — білих - 0,7 % — чорних або афроамериканців - 0,2 % — азіатів |

До двох чи більше рас належало 0,7 %. Частка іспаномовних становила 0,7 % від усіх жителів.
За віковим діапазоном населення розподілялося таким чином: 19,2 % — особи молодші 18 років, 61,2 % — особи у віці 18—64 років, 19,6 % — особи у віці 65 років та старші. Медіана віку мешканця становила 48,9 року. На 100 осіб жіночої статі у селищі припадало 119,3 чоловіків;  на 100 жінок у віці від 18 років та старших — 123,8 чоловіків також старших 18 років.
Середній дохід на одне домашнє господарство  становив 49 855 доларів США (медіана — 35 833), а середній дохід на одну сім'ю — 56 955 доларів (медіана — 45 250). Медіана доходів становила 36 806 доларів для чоловіків та 27 000 доларів для жінок. За межею бідності перебувало 19,7 % осіб, у тому числі 36,4 % дітей у віці до 18 років та 7,1 % осіб у віці 65 років та старших.
Цивільне працевлаштоване населення становило 175 осіб. Основні галузі зайнятості: публічна адміністрація — 13,7 %, транспорт — 13,1 %, виробництво — 12,6 %.